# Lajos Csordás
Lajos Csordás (* 26. Oktober 1932 in Budafok; † 5. April 1968 in Budapest) war ein ungarischer Fußballspieler. Er nahm mit der Nationalmannschaft seines Heimatlandes an der Fußball-Weltmeisterschaft 1954 teil und gewann zwei Jahre zuvor bei den Olympischen Sommerspielen 1952 die Goldmedaille.

## Karriere

### Vereinskarriere
Lajos Csordás begann seine fußballerische Laufbahn im Jahre 1950 bei dem Verein Vasas SC aus Ungarns Hauptstadt Budapest. Dort spielte er unter anderem zusammen mit anderen ungarischen Fußballgrößen der damaligen Zeit wie Dezső Bundzsák, Gyula Lóránt oder László Sárosi. Insgesamt blieb Csordás bis ins Jahr 1962 bei Vasas. In dieser Zeit gewann er mit dem Verein dreimal die ungarische Fußballmeisterschaft. 1957 belegte man in der Tabelle den ersten Platz mit einem Punkt Vorsprung vor MTK Hungária, dem heutigen MTK Budapest FC. Der zweite Titelgewinn auf nationaler Ebene gelang 1960/61, als man Erster wurde mit vier Zählern vor Újpesti Dózsa, heute Újpest Budapest. In der darauffolgenden Spielzeit, der letzten von Csordás bei Vasas, erreichte der Verein die Titelverteidigung mit zwei Punkten erneut vor Újpest Dózsa. Während seiner Zeit bei Vasas SC konnte Lajos Csordás auch einmal den ungarischen Fußballpokal gewinnen, in der Saison 1955 siegte man im Endspiel gegen Honvéd Budapest. Viermal gewann Csordás mit Vasas sogar den Mitropapokal. In den Jahren 1956, 1957, 1960 und 1960 gewann Vasas den Mitropapokal, der damals zu den wichtigsten Europapokal-Wettbewerben zählte. Im Europapokal der Landesmeister 1957/58 stand er mit Vasas Budapest im Halbfinale, wo man jedoch gegen das Weiße Ballet von Real Madrid mit Weltstars wie Alfredo Di Stéfano, Raymond Kopa oder Francisco Gento zunächst mit 0:4 im Estadio Santiago Bernabéu in Madrid verlor, das Rückspiel jedoch vor 100.000 Zuschauern im Népstadion von Budapest mit 2:0 gegen die damals wohl beste Vereinsmannschaft der Welt gewann, aber dennoch ausschied.
Insgesamt blieb Lajos Csordás bis 1962 bei Vasas SC, ehe er sich dem kleineren Verein Csepel SC aus dem Budapester Stadtteil Csepel im Süden der Stadt, anschloss. Bei dem Zweitligisten, der bei Csordás Ankunft gerade in die zweite Liga abgestiegen war, ließ er bis 1963 seine aktive Fußballerlaufbahn ausklingen. Danach wurde er nach einigen Jahren Abstand vom aktiven Fußballgeschäft 1966 Trainer bei seinem alten Verein Vasas Budapest, legte das Amt allerdings nach nur einem Jahr wieder nieder und ging zum Provinzverein Budafoki MTE, den er 1968 trainierte. Im gleichen Jahr verstarb Lajos Csordás im Alter von nur 35 Jahren in Budapest.

### Nationalmannschaft
In der ungarischen Fußballnationalmannschaft wurde Lajos Csordás zwischen 1952 und 1959 19 Mal eingesetzt. In diesen 19 Spielen gelangen ihm acht Tore. Mit der Fußballnationalmannschaft seines Heimatlandes nahm er an der Fußball-Weltmeisterschaft 1954 in der Schweiz teil. Da auf seiner Position im Angriff mit Spielern wie Ferenc Puskás, Zoltán Czibor oder Sándor Kocsis zahlreiche Weltstars vor ihm standen, kam er bei dem Turnier nicht zum Einsatz. Seine Mannschaft indes belegte den zweiten Rang, nachdem man im Endspiel im Wankdorfstadion in Bern völlig überraschend gegen Deutschland verloren hatte, nachdem Ungarn zuvor seit vier Jahren ungeschlagen war. Zuvor hatte Csordás mit Ungarn bereits an den Olympischen Sommerspielen 1952 in Helsinki teilgenommen und dort die Goldmedaille gewonnen. Auf dem Weg zum Titel wurde er in zwei der fünf Spiele seiner Mannschaft eingesetzt, ihm gelang aber kein Torerfolg. Das ungarische Team gewann schließlich das olympische Fußballturnier durch ein abschließendes 2:0 im Endspiel im Olympiastadion Helsinki gegen Jugoslawien nach Toren von Puskás (70. Minute) und Czibor (88. Minute).